# Лескеєві
Лескеєві (Leskeaceae) — родина мохів порядку гіпнобрієвих (Hypnales), поширений на всіх континентах крім Антарктиди. Ці мохи є ґрунтовими мешканцями або епіфітами.

## Морфологічна характеристика
Рослини, як правило, невеликі чи середні, стебла від лежачих до прямовисних і нерівномірно чи рівномірно розгалужені. Листки коротко чи довго загострені й часто зморшкуваті. Листкова жилка зазвичай проста і закінчується перед кінчиком листка. Види дводомні чи однодомні. Коробочкові ніжки подовжені, часто закручені, зазвичай гладкі. Спорова коробочка прямовисна, пряма чи зігнута, перистом часто редукований.

## Роди
Як визнано World Flora Online (2024):
- Fabronidium Müll. Hal. (1 species)[1]
- Haplocladium (Müll. Hal.) Müll. Hal. (18 species)[1]
- Hylocomiopsis Cardot (2 species)[1]
- Ignatovia U.B. Deshmukh (1 species)[1]
- Iwatsukiella W.R. Buck & H.A. Crum (1 species)[1]
- Leptocladium Broth. (1 species)[1]
- Leskea Hedw. (26 species)[1]
- Leskeadelphus Herzog (1 species)[1]
- Leskeella (Limpr.) Loeske (2 species)[1]
- Lindbergia Kindb. (18 species)[1]
- Orthoamblystegium Dixon & Sakurai (1 species)[1]
- Platylomella A.L. Andrews (1 species)[1]
- Pseudoleskeopsis Broth. (12 species)[1]
- Rozea Besch. (6 species)[1]
- Schwetschkea Müll. Hal. (14 species)[1]